# Kabelkonfektionierung

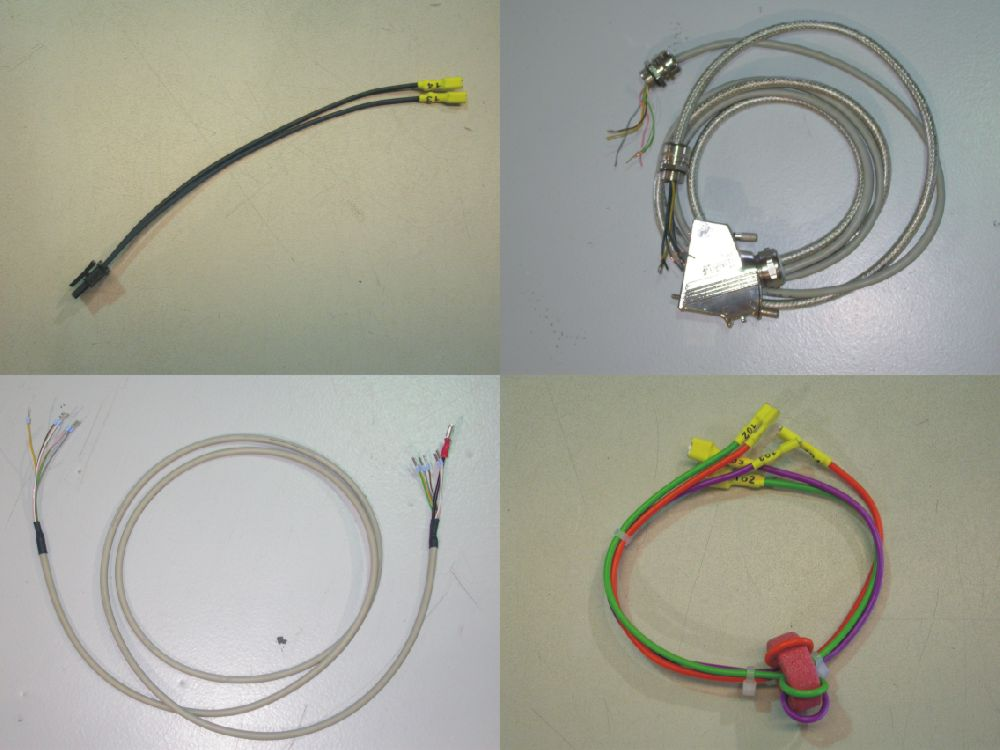
Konfektionierte Kabel

Beispiel für Fertigungszeichnung aus der Kabelkonfektionierung

Die Kabelkonfektionierung (auch Kabelkonfektion genannt) ist die Produktion von anschlussfertigen Kabeln, Kabelbündeln und gesamten Kabelbäumen mit Steckern, Kontakten oder auch Aderendhülsen.
In der Verarbeitung können verschiedene Steckverbinderlösungen zum Einsatz kommen. Sowohl die Crimp- als auch die Löttechnik ist hier weit verbreitet. Viele Anforderungen ergeben sich aus den Einsatzgebieten entsprechender Kabelbäume oder Anschlusskabel.

## Entwicklung
Die Kabelbäume oder Anschlusskabel werden nach Vorgabe der Einsatzparameter als anschlussfertige Segmente konzipiert und ggf. mit CAD dreidimensional konstruiert. Dies wird vermehrt im Flugzeugbau, Automobilbau und Maschinenbau eingesetzt, um beispielsweise Verlegewege zu überprüfen. Hierbei können die für die Bearbeitung wichtigen Daten wie Leitungslängen, Biegeradien von Kabeln, Befestigungsmittel und Montagepunkte ermittelt werden. Besonders kritisch in der Entwicklungsphase ist die Dimensionierung der Leitungen und Schutzschläuche, da Kabelbäume oft in Hohlprofilen oder hinter Verkleidungselementen (z. B. Türen, Wänden etc.) montiert werden. Wird der Kabelbaum falsch dimensioniert, so könnte es zu Platz- oder Montage-Problemen kommen, was in diesem Stadium eine u. U. sehr kostspielige Änderung bedeuten würde. Aus diesem Grund müssen die CAD-Daten von einem erfahrenen Techniker auf Plausibilität geprüft und freigegeben werden.
Folgende Punkte sind bei der Entwicklung zu berücksichtigen:
- Biegeradien
- Montierbarkeit
- Gewicht
- Dimensionierung der Leitungen
- Isolierungen
- Zugentlastungen bei bewegten Elementen
- Dokumentation für Montage und ggf. zur Fehlerbehebung
- Erwärmung der unterschiedlichen Komponenten
- Verschleiß durch dynamische Bewegungen
- Medienbeständigkeit (z. B. gegen Öle und Fette im Motorraum)
- Temperaturunterschiede.

## Verbindungskabel für Unterwasseranwendungen
Im Zuge der Konstruktion von Kabelbäumen und Anschlusskabeln ist es häufig erforderlich die Steckverbinder oder Anschlussstellen mit einem Verguss zu versehen. Entweder ist dies für den Einsatz in feuchter Umgebung oder sogar unter Wasser vorgesehen.
Für den Einsatz eines Kabelbaums oder Anschlusskabels unter Wasser wird in der Regel ein Druckwassertest auf Wasserdichtigkeit in einem Autoklaven durchgeführt. Damit können je nach Einrichtung und Anwendungsfall Einsatztiefen von über 10.000 Meter simuliert werden (entspricht einem Druck von ca. 1000 bar).

## Herstellung
In der Massenfertigung werden Kabelbäume und Anschlusskabel häufig mit Unterstützung von Maschinen erstellt. In der Klein- bis Mittelserienfertigung für Kabelbäume wird von Hand mit dem klassischen Marlschlag gefertigt.
Die Bearbeitung von Kabelbäumen und Anschlusskabeln erfordern eine hohe Konzentration der ausführenden Personen und höchste Präzision in der Planung und Ausführung. Die Aderquerschnitte können in der Verarbeitung bei unter 0,04 mm² / AWG31 liegen.
Namhafte deutsche Hersteller in der Kabelkonfektionierung sind:
- Telegärtner
- Leoni AG
- Coop Systems
- Nexans
- CiS electronic GmbH
- HIK.

## Lichtwellenleiter
Für die Übertragung digitaler Daten werden oft Lichtwellenleiter verwendet. Hier werden auch Kabelbäume für beispielsweise mehrere Kameras in einem Gehäuse in einer Drohne hergestellt. Die Bearbeitung von Lichtwellenleitern ist eine anspruchsvolle Anforderung an den Konfektionär, da LWL auf zu enge Biegungen mit Bruch reagieren.

## Hybride Kabelkonfektionierung
In der hybriden Kabelkonfektionierung werden mehrere Leitungstypen wie Lichtwellenleiter, Kupferkabel und/oder Schlauch mit Steckverbindern, Kontakten oder Schlauchkupplungen versehen.